# Znàmenka (Primórie)
|  | Per a altres significats, vegeu «Znàmenka». |

Znàmenka (en rus: Знаменка) és un poble del krai de Primórie, a l'Extrem Orient de Rússia, que en el cens del 2010 tenia 177 habitants.